# وارن برگر
وارن برگر (انگلیسی: Warren E. Burger; ۱۷ سپتامبر ۱۹۰۷ – ۲۵ ژوئن ۱۹۹۵) یک قاضی اهل ایالات متحده آمریکا بود.